# Venanzio da Varano
Venanzio da Varano (Pioraco, 19 ottobre 1476 – Pesaro, febbraio 1503) è stato un condottiero e politico italiano, fu signore di Camerino nel 1502.

## Biografia
Era figlio di Giulio Cesare da Varano e di Giovanna Malatesta. Venne arruolato giovanissimo nelle milizie di papa Sisto IV con relativa condotta. Nel 1492 servì gli aragonesi a Napoli assieme al padre e nel 1495 restò prigioniero dei francesi di Carlo VIII presso Nola. 

Nel 1502 intervenne in difesa di Camerino, attaccata dalle milizie di papa Alessandro VI. Quando la città venne occupata da Cesare Borgia, Venenzio cercò scampo nella casa di un amico. Scoperto, venne imprigionato nella rocca di Cattolica assieme al fratellastro Annibale. Condotto a Pesaro, venne giustiziato per strangolamento da Michelotto Corella davanti alla chiesa di San Francesco.

## Discendenza
Sposò nel 1497 Maria Della Rovere, figlia di Giovanni Della Rovere, fratello di papa Giulio II, ed ebbero tre figli:
- Battista, sposò Alessandro Savelli
- Sigismondo (fine maggio 1501[2]-assassinato 22 giugno 1522), condottiero, sposò Ottavia Colonna
- Porzia (1502-1505)

## Ascendenza
|                                                  |                                         |                                                  | Genitori                                               |  |  | Nonni |  |  | Bisnonni                                   |  |  | Trisnonni                                  |  |
|                                                  |                                         |                                                  |                                                        |  |  |       |  |  | Rodolfo III da Varano, signore di Camerino |  |  | Gentile III da Varano, signore di Camerino |  |
|                                                  |                                         |                                                  |                                                        |  |  |       |  |  | Rodolfo III da Varano, signore di Camerino |  |  | Gentile III da Varano, signore di Camerino |  |
|                                                  |                                         | Teodora Salimbeni                                |                                                        |  |  |       |  |  | Rodolfo III da Varano, signore di Camerino |  |  |                                            |  |
| Giovanni II da Varano, signore di Camerino       |                                         |                                                  |                                                        |  |  |       |  |  | Rodolfo III da Varano, signore di Camerino |  |  |                                            |  |
|                                                  |                                         | Costanza Smeducci                                | Bartolomeo Smeducci, conte della Scala                 |  |  |       |  |  |                                            |  |  |                                            |  |
|                                                  |                                         | Costanza Smeducci                                | Bartolomeo Smeducci, conte della Scala                 |  |  |       |  |  |                                            |  |  |                                            |  |
|                                                  |                                         | Costanza Smeducci                                | Pierlorenza Chiavelli                                  |  |  |       |  |  |                                            |  |  |                                            |  |
| Giulio Cesare da Varano, signore di Camerino     |                                         | Costanza Smeducci                                |                                                        |  |  |       |  |  |                                            |  |  |                                            |  |
|                                                  |                                         | Antonio Smeducci, conte di Truschia              | Onofrio Smeducci, signore di San Severino              |  |  |       |  |  |                                            |  |  |                                            |  |
|                                                  |                                         | Antonio Smeducci, conte di Truschia              | Onofrio Smeducci, signore di San Severino              |  |  |       |  |  |                                            |  |  |                                            |  |
|                                                  |                                         | Antonio Smeducci, conte di Truschia              | Francesca Simonetti                                    |  |  |       |  |  |                                            |  |  |                                            |  |
| Bartolomea Smeducci                              |                                         | Antonio Smeducci, conte di Truschia              |                                                        |  |  |       |  |  |                                            |  |  |                                            |  |
|                                                  |                                         | Marsobilia Trinci                                | Ugolino III Trinci, signore di Foligno                 |  |  |       |  |  |                                            |  |  |                                            |  |
|                                                  |                                         | Marsobilia Trinci                                | Ugolino III Trinci, signore di Foligno                 |  |  |       |  |  |                                            |  |  |                                            |  |
|                                                  |                                         | Marsobilia Trinci                                | Costanza Orsini di Pitigliano                          |  |  |       |  |  |                                            |  |  |                                            |  |
| Venanzio da Varano, signore di Camerino          |                                         | Marsobilia Trinci                                |                                                        |  |  |       |  |  |                                            |  |  |                                            |  |
|                                                  | Pandolfo III Malatesta, signore di Fano | Galeotto I Malatesta, signore di Rimini e Cesena |                                                        |  |  |       |  |  |                                            |  |  |                                            |  |
|                                                  | Pandolfo III Malatesta, signore di Fano | Galeotto I Malatesta, signore di Rimini e Cesena |                                                        |  |  |       |  |  |                                            |  |  |                                            |  |
|                                                  | Pandolfo III Malatesta, signore di Fano | Gentile da Varano                                |                                                        |  |  |       |  |  |                                            |  |  |                                            |  |
| Sigismondo Pandolfo Malatesta, signore di Rimini | Pandolfo III Malatesta, signore di Fano |                                                  |                                                        |  |  |       |  |  |                                            |  |  |                                            |  |
|                                                  |                                         | Antonia da Barignano                             | Giacomino di Barignano                                 |  |  |       |  |  |                                            |  |  |                                            |  |
|                                                  |                                         | Antonia da Barignano                             | Giacomino di Barignano                                 |  |  |       |  |  |                                            |  |  |                                            |  |
|                                                  |                                         | Antonia da Barignano                             | …                                                      |  |  |       |  |  |                                            |  |  |                                            |  |
| Giovanna Malatesta                               |                                         | Antonia da Barignano                             |                                                        |  |  |       |  |  |                                            |  |  |                                            |  |
|                                                  |                                         | Francesco Sforza, duca di Milano                 | Giacomo "Muzio" Attendolo "Sforza", conte di Cotignola |  |  |       |  |  |                                            |  |  |                                            |  |
|                                                  |                                         | Francesco Sforza, duca di Milano                 | Giacomo "Muzio" Attendolo "Sforza", conte di Cotignola |  |  |       |  |  |                                            |  |  |                                            |  |
|                                                  |                                         | Francesco Sforza, duca di Milano                 | Lucia Terzani                                          |  |  |       |  |  |                                            |  |  |                                            |  |
| Polissena Sforza                                 |                                         | Francesco Sforza, duca di Milano                 |                                                        |  |  |       |  |  |                                            |  |  |                                            |  |
|                                                  |                                         | Giovanna d'Acquapendente                         | …                                                      |  |  |       |  |  |                                            |  |  |                                            |  |
|                                                  |                                         | Giovanna d'Acquapendente                         | …                                                      |  |  |       |  |  |                                            |  |  |                                            |  |
|                                                  |                                         | Giovanna d'Acquapendente                         | …                                                      |  |  |       |  |  |                                            |  |  |                                            |  |
|                                                  |                                         | Giovanna d'Acquapendente                         |                                                        |  |  |       |  |  |                                            |  |  |                                            |  |